# Saison 4 de Falling Skies
Chronologie
Saison 3 Saison 5
Cet article présente les douze épisodes de la quatrième saison de la série télévisée américaine Falling Skies.

## Distribution

### Acteurs principaux
- Noah Wyle (VF : Éric Missoffe) : Tom Mason
- Moon Bloodgood (VF : Marie Zidi) : Anne Glass
- Drew Roy (VF : Alexandre Gillet) : Hal Mason
- Maxim Knight (en) (VF : Valentin Cherbuy) : Matt Mason
- Seychelle Gabriel (VF : Marie Tirmont) : Lourdes Delgado
- Mpho Koaho (en) (VF : Jean-Baptiste Anoumon) : Anthony
- Sarah Carter (VF : Laura Blanc) : Margaret
- Colin Cunningham (VF : Boris Rehlinger) : John Pope
- Connor Jessup (VF : Nathanel Alimi) : Ben Mason
- Will Patton (VF : Patrick Bethune) : Weaver
- Doug Jones (VF : Jacques Feyel) : Cochise
- Scarlett Byrne : Lexi[2]

### Acteurs récurrents
- Jessy Schram (VF : Valentine Marion) : Karen
- Ryan Robbins (VF : Fabrice Lelyon) : Tector
- Laci J Mailey : Jeanne Weaver
- Mira Sorvino : Sara[3]
- Treva Etienne : Dingaan Botha
- Megan Danso : Denny
- Desiree Ross : Mira
- Dakota Daulby : Kent Matthews

### Invités
- Robert Sean Leonard (VF : Guillaume Lebon) : Dr Kadar

## Production
Le 2 juillet 2013, TNT a renouvelé la série pour cette quatrième saison.

## Liste des épisodes

### Épisode 1:Le Justicier fantôme
- États-Unis : 22 juin 2014 sur TNT[5]
- France : 7 octobre 2014 sur OCS Max
- Québec : 3 février 2015 sur Ztélé [6]

- États-Unis : 3,67 millions de téléspectateurs[7] (première diffusion)

### Épisode 2:L’Œil du frelon
- États-Unis : 29 juin 2014 sur TNT
- France : 7 octobre 2014 sur OCS Max
- Québec : 10 février 2015 sur Ztélé [6]

- États-Unis : 2,96 millions de téléspectateurs[8] (première diffusion)

### Épisode 3:L'Exode
- États-Unis : 6 juillet 2014 sur TNT
- France : 14 octobre 2014 sur OCS Max
- Québec : 17 février 2015 sur Ztélé

- États-Unis : 2,75 millions de téléspectateurs[9] (première diffusion)

### Épisode 4:L'Évolution ou la Mort
- États-Unis : 13 juillet 2014 sur TNT
- France : 14 octobre 2014 sur OCS Max
- Québec : 24 février 2015 sur Ztélé

- États-Unis : 2,78 millions de téléspectateurs[10] (première diffusion)

### Épisode 5:Chasseurs de primes
- États-Unis : 20 juillet 2014 sur TNT
- France : 21 octobre 2014 sur OCS Max
- Québec : 3 mars 2015 sur Ztélé

- États-Unis : 2,79 millions de téléspectateurs[11] (première diffusion)

### Épisode 6:Souvenirs enfouis
- États-Unis : 27 juillet 2014 sur TNT
- France : 21 octobre 2014 sur OCS Max
- Québec : 10 mars 2015 sur Ztélé

- États-Unis : 2,65 millions de téléspectateurs[12] (première diffusion)

### Épisode 7:L'Embuscade
- États-Unis : 3 août 2014 sur TNT
- France : 28 octobre 2014 sur OCS Max
- Québec : 17 mars 2015 sur Ztélé

- États-Unis : 2,73 millions de téléspectateurs[13] (première diffusion)

### Épisode 8:Injection Alien
- États-Unis : 10 août 2014 sur TNT
- France : 28 octobre 2014 sur OCS Max
- Québec : 24 mars 2015 sur Ztélé

- États-Unis : 2,51 millions de téléspectateurs[14] (première diffusion)

### Épisode 9:Jusqu'à ce que la mort nous sépare
- États-Unis : 17 août 2014 sur TNT
- France : 4 novembre 2014 sur OCS Max
- Québec : 31 mars 2015 sur Ztélé

- États-Unis : 2,46 millions de téléspectateurs[15] (première diffusion)

### Épisode 10:Courte paille
- États-Unis : 24 août 2014 sur TNT
- France : 4 novembre 2014 sur OCS Max
- Québec : 7 avril 2015 sur Ztélé

- États-Unis : 2,56 millions de téléspectateurs[16] (première diffusion)

### Épisode 11:Un cocon pour deux
- États-Unis : 31 août 2014 sur TNT
- France : 11 novembre 2014 sur OCS Max
- Québec : 14 avril 2015 sur Ztélé

- États-Unis : 2,39 millions de téléspectateurs[17] (première diffusion)

### Épisode 12:Le Sacrifice
- États-Unis : 31 août 2014 sur TNT
- France : 11 novembre 2014 sur OCS Max
- Québec : 21 avril 2015 sur Ztélé

- États-Unis : 2,43 millions de téléspectateurs[17] (première diffusion)

Peu de temps après le départ de Tom et de Lexi, la deuxième division redéploie ses forces pour défendre son territoire. Cependant un chasseur Espheni largue sur le camp un conteneur chargé d'organismes bio-mécaniques permettant la conversion des humains en rampants sans nécessiter d'installation spécifique. 
Alors que Tom et Lexi s'approchent de la Lune, leur mission est compromise par une faille dans la coque de leur vaisseau. Pendant que Lexi parvient à pallier la situation, le chef suprême Espheni brûlé capture le bombardier. S'ensuit un combat au cours duquel Tom réussit à injecter un poison Volm à l'extraterrestre qui a cependant le temps de détruire le pilote automatique de son vaisseau. Ne voyant aucune autre possibilité pour détruire la centrale énergétique lunaire, Lexi choisit de précipiter manuellement l'appareil Espheni sur la surface de la Lune.
À ce même moment , la deuxième division mène un combat vaillant mais désespéré contre les organismes Espheni.
Après des adieux, Lexi reste seule à bord du vaisseau du chef suprême pour accomplir sa mission. Tom tombe dans l’embuscade d’autres chasseurs Espheni. Des vaisseaux de combat Volm surgissent alors et détruisent les chasseurs ennemis, permettant à Lexi  de détruire la centrale énergétique. L’onde de choc consécutive à l’explosion frappe le vaisseau de Tom qui part, à la dérive, dans l’espace. 
Sur Terre, le combat contre les organismes de conversion Espheni prend fin, ceux-ci n’étant plus alimentés. Le lendemain matin, les membres de la deuxième division se regroupent et Cochise leur apprend le succès de la mission mais aussi la disparition de Tom. En dépit de la triste nouvelle, Hal mobilise la seconde division pour une nouvelle offensive contre les Espheni.